# Мочидло (Західнопоморське воєводство)
Мочидло (пол. Moczydło) — село в Польщі, у гміні Барлінек Мисліборського повіту Західнопоморського воєводства.
Населення — 128 осіб (2011).
У 1975—1998 роках село належало до Гожовського воєводства.

## Демографія
Демографічна структура станом на 31 березня 2011 року:
|          | Загалом | Допрацездатний вік | Працездатний вік | Постпрацездатний вік |
| -------- | ------- | ------------------ | ---------------- | -------------------- |
| Чоловіки | 69      | 8                  | 55               | 6                    |
| Жінки    | 59      | 11                 | 30               | 18                   |
| Разом    | 128     | 19                 | 85               | 24                   |